# Aeroportul St. Anthony
Aeroportul St. Anthony (IATA: YAY, ICAO: CYAY) este un aeroport din St. Anthony⁠(d), Newfoundland și Labrador, Canada ce deservește zona St. Anthony⁠(d).
Situat la o altitudine de 33 m, aeroportul dispune de o singură pistă. Este operat de government of Newfoundland and Labrador⁠(d).